# 午北新田
午北新田（うまきたしんでん）は、かつて岐阜県羽島郡にあった村である。
現在の羽島市上中町午北などに該当する。地名は、江戸時代の午年に開墾されたことによるという。
発足時は中島郡であったが、郡の合併で羽島郡の村となっている。

## 歴史
- 1889年（明治22年）7月1日 - 町村制施行により午北新田が発足。
- 1897年（明治30年）4月1日[1] - 羽栗郡と中島郡が合併して羽島郡となり、当村は羽島郡の所属となる。
- 1897年（明治30年）4月1日 - 沖村、中村、一色村、長間村と合併し上中島村が発足。同日午北新田廃止。